# Arina Avram

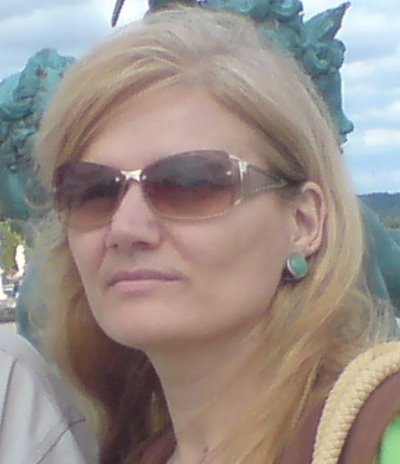
Arina Avram

Arina Avram (* 1961 in Târgu Jiu) ist eine rumänische Schriftstellerin und Journalistin.

## Leben
Avram studierte an der Universität Bukarest und erlangte dort 1997 den akademischen Grad eines BA. Sie verfasste Texte für Adevărul und seit 2009 für Click!, die größte rumänische Boulevardzeitung.
Sie war Mitarbeiterin verschiedener Zeitungen: Evenimentul zilei (1992–1996), Cotidianul (1996–1998), National (2000–2006), Adevărul (2006–2009) und arbeitete außerdem für Radio Cultural und für die Zeitschrift Expres magazin.

## Werke
- A alerga după o stea. Biographie von Adrian Enache. Editura Cardinal, 1996
- Ochii timpului. Gedichtband. Editura Cardinal, 1997.
- Poveste de nea. Kinderbuch. Editura Ion Creangă, 1999.
- Povestiri șocante, povestiri adevărate - Nuvele. Novellen. Editura Cronicar, Bukarest 2003, ISBN 973-86633-5-0.
- Arta de a reuși în viață: să învățăm înțelepciunea din proverbe. Sprichtwörtersammlung. Editura Eforie, Bukarest 2002.
- Marile orașe ale lumii. Reiseführer. Editura Tritonic, Bukarest 2004, ISBN 973-8497-93-0.
- Femei celebre. Mică enciclopedie. O sută de femei pentru eternitate. Enzyklopädie. Editura Allfa, Bukarest 2001, ISBN 973-9477-96-8.
- Femei celebre din România - Mică enciclopedie vol. II. Enzyklopädie. Editura Allfa, Bukarest 2005, ISBN 973-724-040-5.
- Ispita. Biographie von Adrian Enache. Editura Paralela 45, Pitești 2006, ISBN 973-697-634-3.
- Mari minuni, mari mistere. Enzyklopädie. Editura Allfa, Bukarest 2009, ISBN 978-973-724-249-5.
- Enciclopedia înţelepciunii. Sprichwörtersammlung. Editura All Educatioal, Bukarest 2011, ISBN 978-973-684-745-5.
- Coincidenţa ca număr de aur. Roman. Editura Allfa, Bukarest 2014, ISBN 978-973-724-820-6.[3]
- Why I'm Yours, even though I'm Not Yours, London 2022, ISBN 979-8-4333-7386-0.
- Más allá del tiempo, más allá del contenido, 2022, ISBN 979-8-8402-3147-0.
- A fost oare sau n-a fost. Roman 2024, Editura ePublisher Bukarest, ISBN 978-606-049-629-8.
- Fue o no fue. Tregolam Literatura Editorial, Madrid, 2025, ISBN 978-84-19277-62-6.

## Übersetzungen
- Profesorul. Übersetzung des Romans The Professor von Charlotte Brontë aus dem Englischen ins Rumänische. Editura Allfa Bukarest 2009, ISBN 978-973-724-175-7; Profesorul

## Auszeichnungen
- Auszeichnung für das beste Prosabuch (Roman) 2024 der rumänischen Writers’ League (Liga Scriitorilor) für den Roman A fost oare sau n-a fost (War es oder war es nicht?)[4]
- Das Buch Berühmte Frauen. Kleine Enzyklopädie wurde zu einem der 25 besten Titel des Verlags Editura All gewählt.